# 125 (tal)
125 (hundratjugofem eller etthundratjugofem) är det naturliga talet som följer 124 och som följs av 126.

## Inom matematiken
- 125 är ett udda tal.
- 125 är ett tetradekagontal
- 125 är ett kubiktal
- 125 är ett frugalt tal i bas 10
- 125 är ett Friedmantal, eftersom 51+2 = 125
- 125 är ett Hexanaccital.
- 125 är ett palindromtal i det kvarternära talsystemet.

## Inom vetenskapen
- 125 Liberatrix, en asteroid